# La Balada del Caballo Blanco

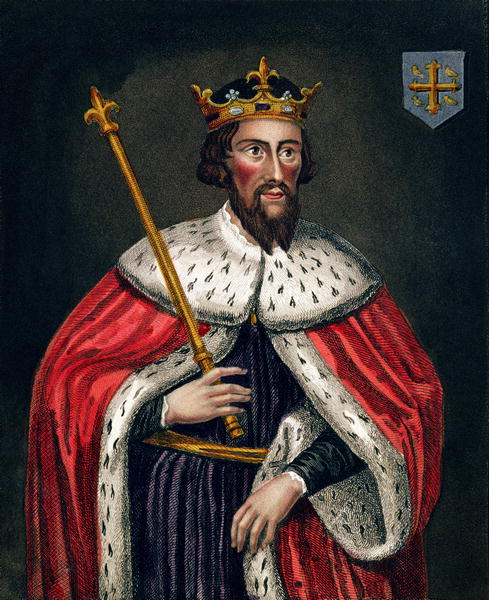
Rey Alfredo

La balada del caballo blanco (en inglés: The Ballad of the White Horse) es un poema extenso del escritor inglés G. K. Chesterton, publicado originalmente en 1911.

## La trama
El poema relata la histórica victoria de Alfredo el Grande en la batalla de Ethandun. Resaltando las virtudes caballerescas del rey Alfredo, Chesterton se vale de tres leyendas concernientes a su vida para narrar un mito fundacional inglés.

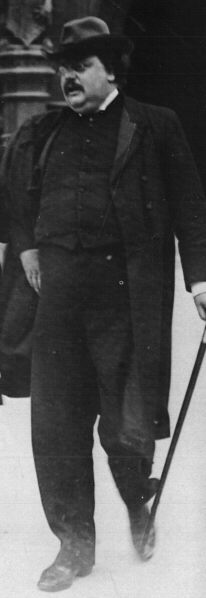
G.K. Chesterton caminando por Fleet Street

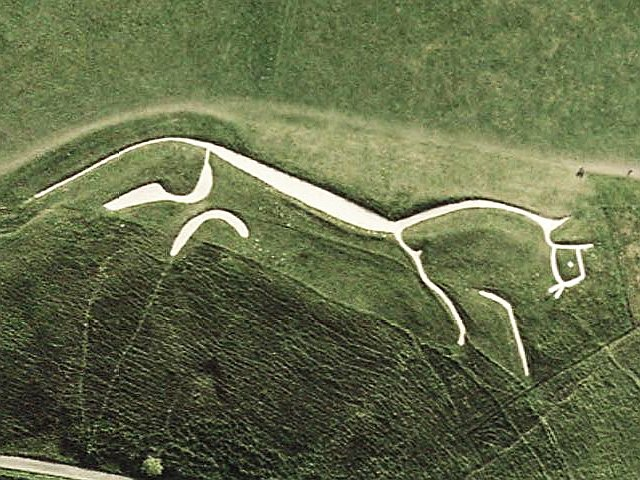
El Caballo Blanco en las cercanías del supuesto sitio de la batalla de Ethandun.

El rey de Wessex e Inglaterra se halla fugitivo de las tropas del Gran ejército pagano, que invaden toda la isla desde Dinamarca. En estas circunstancias, tiene una visión en medio del bosque, la cual lo lleva a emprender su misión como rey, pese a todas las adversidades. De este modo, congrega a quienes lo acompañarán a la guerra en nombre de aquella visión.
Enfrenta diferentes obstáculos, pero logra su cometido. Luego, en uno de los más bellos pasajes del libro, consigue introducirse en el campamento danés disfrazado como trovador, y se desarrolla un intenso debate en forma de duelo de trovadores. Mediante este recurso, Chesterton hace un delicioso desarrollo de las ideas centrales que encarna el mito de Alfredo, hace una defensa de la cultura cristiana frente al paganismo representado en el ejército danés y presenta el nexo entre la historia y el sitio conocido como la Colina del Caballo Blanco.
Más tarde, Alfredo consigue escapar de allí sin ser descubierto, y continúa su peripecia por el bosque. Hallándose próximo al sitio donde debía reunir sus tropas, vive otro de los legendarios episodios que estructuran el poema. Allí es golpeado por una mujer que le encomienda la custodia de los panes que horneaba, al tomar al rey por un mendigo. En la pluma del escritor inglés, este suceso se vuelve un nuevo motivo de reflexiones que alimentan la transformación final del personaje principal en el mito que será Alfredo el Grande.
De este modo, llega el clímax del poema con la batalla de Ethandun, hábilmente contada por Chesterton. En ella resuenan los ecos de los antiguos Cantares de gesta, como el Cantar de Roldán, el Cantar de mio Cid o el ciclo de las Leyendas artúricas. Serán los ecos que encontrarán resonancia más tarde en la narrativa del grupo de los Inklings de Oxford, especialmente en las obras de Clive Staples Lewis y de J. R. R. Tolkien.
La batalla concluye con la victoria de los sajones, pero su efecto de mayor trascendencia no será la recuperación de territorio en sí misma, sino el bautismo cristiano del rey danés Guthrum.
Los últimos capítulos relatan la confirmación en el trono del rey Alfredo el Grande, sus trabajos para reordenar y proteger al reino, y los últimos enfrentamientos con el pueblo de Guthrum; finalmente, coronan los argumentos desplegados por el autor con la espléndida metáfora del Caballo Blanco, y la advertencia que late en este símbolo.

## Traducciones
- en idioma croata: Balada o Bijelom Konju, traducido por Luko Paljetak, Zagreb: Obnova, 2023. ISBN 978-953-50861-0-9.